# Stor-Grundtjärnen (Ströms socken, Jämtland)
Stor-Grundtjärnen är en sjö i Strömsunds kommun i Jämtland och ingår i Ångermanälvens huvudavrinningsområde. Sjön har en area på 0,0905 kvadratkilometer och ligger 297,9 meter över havet. Sjön avvattnas av vattendraget Stortjärnbäcken.

## Delavrinningsområde
Stor-Grundtjärnen ingår i det delavrinningsområde (709394-150527) som SMHI kallar för Mynnar i Flåsjön. Medelhöjden är 309 meter över havet och ytan är 23,83 kvadratkilometer. Det finns inga avrinningsområden uppströms utan avrinningsområdet är högsta punkten. Stortjärnbäcken som avvattnar avrinningsområdet har biflödesordning 4, vilket innebär att vattnet flödar genom totalt 4 vattendrag innan det når havet efter 221 kilometer. Avrinningsområdet består mestadels av skog (65 procent) och sankmarker (23 procent). Avrinningsområdet har 0,7 kvadratkilometer vattenytor vilket ger det en sjöprocent på 2,9 procent.